# Statek niewolniczy
Statek niewolniczy (ang. The Slave Ship) – wystawiony pierwszy raz w 1840 obraz autorstwa brytyjskiego malarza Williama Turnera. Obraz od 1899 znajduje się w zbiorach Museum of Fine Arts w Bostonie.

## Historia
Autor zaprezentował dzieło w Royal Academy of Arts w Londynie. W 1843 Thomas Griffith, pośrednik malarza, sprzedał obraz Johnowi Jamesowi Ruskinowi. Do Ameryki trafił w 1872.

## Opis
Tematem obrazu jest praktykowane w XIX w. pozbywanie się chorych i umierających niewolników poprzez wrzucanie ich w odmęty oceanu, by móc otrzymać należne kwoty od ubezpieczyciela po przybiciu do brzegów Ameryki. Ubezpieczyciel płacił za niewolników, którzy „zaginęli na morzu”. Inspiracją był przypadek z 29 listopada 1781, nazywany w brytyjskiej historiografii Zong Massacre, jak i również przeczytanie poematu Jamesa Thomsona The Seasons przez Turnera. Wybór tematu był świadomym przyczynkiem do kampanii na rzecz walki z niewolnictwem w Imperium Brytyjskim. Obraz był powszechnie podziwiany za użycie kolorów i sposób w jaki artysta przedstawił zlewające się ze sobą niebo i morze wokół statku. W dolnej części dzieła uwidocznione zostały ręce afrykańskich niewolników, skute kajdanami.
Obraz był przedmiotem utworu poetyckiego Davida Dabydeena pt. Turner. Simon Schama poświęcił mu też jeden z odcinków swej dokumentalnej serii Potęga sztuki.